# Jiwaka
Jiwaka est une province de la Papouasie-Nouvelle-Guinée appartenant à la région des Hautes-Terres. La création de cette province fut décidée en novembre 2011, par le Parlement, à partir d'une portion de la province des Hautes-Terres méridionales,.
D'une superficie de 4 798 km2, elle comprenait une population de 341 928 habitants selon le recensement de 2011. 
Jiwaka est divisé en trois districts : Anglimp-South Wahgi, Jimi et North Wahgi. Sa capitale est Banz.